# Росоман (Болгария)
Росоман (болг. Росоман) — село в Болгарии. Находится в Софийской области, входит в общину Божуриште. Население составляет 50 человек (2022).

## Политическая ситуация
Росоман подчиняется непосредственно общине и не имеет своего кмета.
Кмет (мэр) общины Божуриште — Аспарух Асенов Аспарухов (Инициативный комитет) по результатам выборов в правление общины.